# Afon Cyll-y-felin
Der Afon Cyll-y-felin (River Cyll-y-felin) ist ein Bach der Lleyn-Halbinsel. Er entspringt auf der Hochebene nördlich der B4413 und fließt in nördlichem Bogen nach Südwesten. In Aberdaron vereint er sich im Ortskern mit dem Afon Daron, kurz bevor dieser in die Aberdaron Bay mündet. Der Bach ist etwa 7,7 km lang und besitzt drei Zuflüsse.